# Агокас, Николай Николаевич
Никола́й Никола́евич Агока́с (9 мая 1900, Санкт-Петербург — 1980, Москва) — советский культурный деятель.

## Биография
Родился в Санкт-Петербурге в 1900 году в семье  Николая Викторовича Агокаса. Крещен 13.05.1900 в церкви 137-го пехотного Нежинского полка.
Окончил 3-й Александра II кадетский корпус.
В 1917 году подавал документы в Московский институт Инженеров путей сообщения, затем в Императорское Московское техническое училище на химическое отделение. На тот момент проживал в Москве по адресу: Старая Башиловка д. 9 кв. 1.
Окончил МХТИ им. Д. И. Менделеева.
В 1925 году состоял на военной службе старшим лаборантом при Академии воздушного флота.
Агокас один из создателей отечественного цветного кино, он участвовал в разработке процесса цветной гидротипной печати. В октябре 1931 года в Научно-исследовательского кинофотоинститута (НИКФИ) под руководством Агокаса, Ф. Ф. Проворова и П. М. Мершина был разработан процесс двухцветной съёмки фильмов методом «бипак».
В годы Великой Отечественной войны Агокас в звании техника-лейтенанта читал курс аэрофотосъёмки в Военном училище авиационных разведчиков (ВУАР). Получил медаль «За боевые заслуги». После войны работал преподавателем, консультантом по цвету на «Мосфильме», сотрудничал с издательством «Советский художник», журналом «Советское фото».
Умер в 1980 году в Москве. Похоронен на новой территории Донского кладбища вместе с родителями, сестрой и прабабушкой.

## Семья
- Жена — Толстая Варвара Георгиевна (род. 24.11.1902). Бракосочетание 12.07.1925.[8]
- Сестра — Наталья (род. 1904 год). В 1926 году работала в НКФ СССР и жила в Москве по адресу: Лесная ул., дом 45, кв.15

## Научные труды
- Агокас Н. Н. Усиление и ослабление негативов. М. Библиотека фотокора Журнально-газетное объединение. 1932 г. 48 с.
- Агокас Н. Н. Цветное кино. М. Кинофотоиздат. 1936 г. 157 с.